# Semide (Portugal)
Semide is een plaats (freguesia) in de Portugese gemeente Miranda do Corvo en telt 2882 inwoners (2011).